# 712 5th Avenue
712 5th Avenue je postmoderní mrakodrap v New Yorku. Má 53 podlaží a výšku 198 metrů. Jeho výstavba probíhala v letech 1988 - 1991 podle projektu společností Kohn Pederson Fox a Slce Architects a developerem byli Solomon Equities a A. Alfred Taubman. Budova disponuje prostory o celkové výměře 50 630 m2, z toho většinu zabírají kanceláře a v nižších patrech pak maloobchodní prostory.